# Константин Вішояну
Константин Вішояну (рум. Constantin Vișoianu; *4 лютого 1897, Урлаць, Прахова — †4 січня 1994, Вашингтон, округ Колумбія) — румунський політик, юрист, дипломат, журналіст, міністр закордонних справ у другому уряді Санатеску (4 листопада 1944 — 6 грудня 1944)і  Ніколае Редеску (6 грудня 1944 — 28 лютого 1945).

## Біографія
Навчався на філологічному факультеті Бухарестського університету, згодом отримав науковий ступінь в області права в Парижі.
Працював секретарем Об'єднаного арбітражного суду в Парижі (1926-1929), радником в експертному управлінні з мов та національностей в Женеві. В 1931-1933, Вішояну був членом Постійної делегації Румунії на Конференції з роззброєння Ліги Націй. Виконував функції Надзвичайного і повноважного посола і міністра в Гаазі (1933-1935) і Варшаві (1935-1936).
Вішояну зарекомендував себе як публіцист, автор ряду статей, опублікованих в багатьох румунських газетах і журналах. У квітні 1944 був відправлений в Каїр, щоб обговорити перемир'я з союзниками, але переговори не увінчалися успіхом. Після арешту уряду Антонеску, був призначений міністром закордонних справ (4 листопада 1944 — 5 березня 1945) в уряді на чолі з генералами Константином Сенетеску і Ніколае Редеску.
В 1946 виїхав з Румунії і прожив решту життя в США.
У листопаді 1947 Вішояну був заочно засуджений військовим судом Регіону II в Бухаресті до 15 років ув'язнення, конфіскації майна і 50000 лей штрафу.
У 1950 був призначений королем Міхаєм I президентом Національного комітету Румунії, щоб висловити протест проти комуністичного режиму. Займав цю посаду довгий час з 1948 по 1975.
Помер 4 січня 1994 в Вашингтоні.